# Коронний розряд

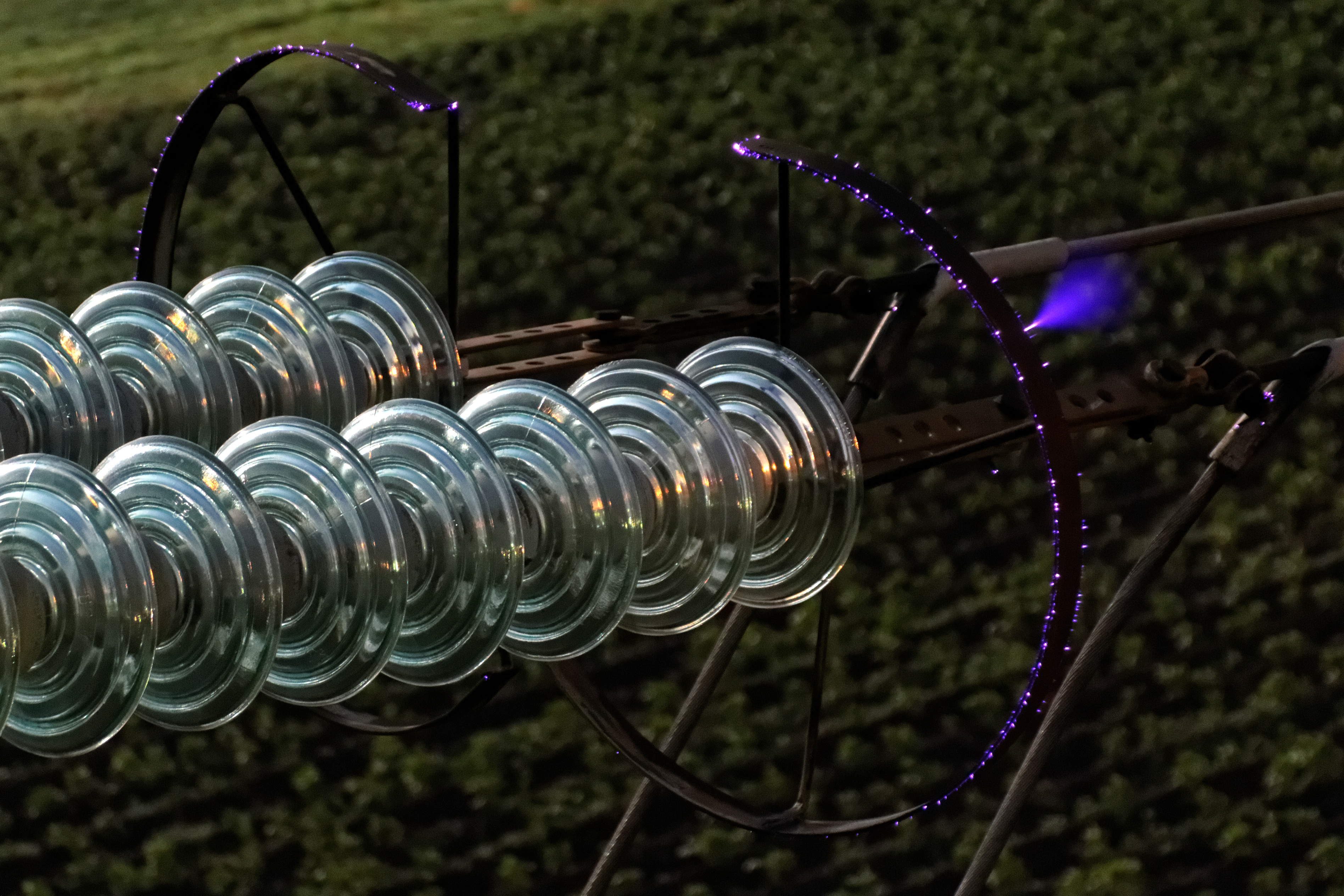
Коронний розряд, рівномірно розподілений по антикоронному кільцю на ЛЕП, 330кВ

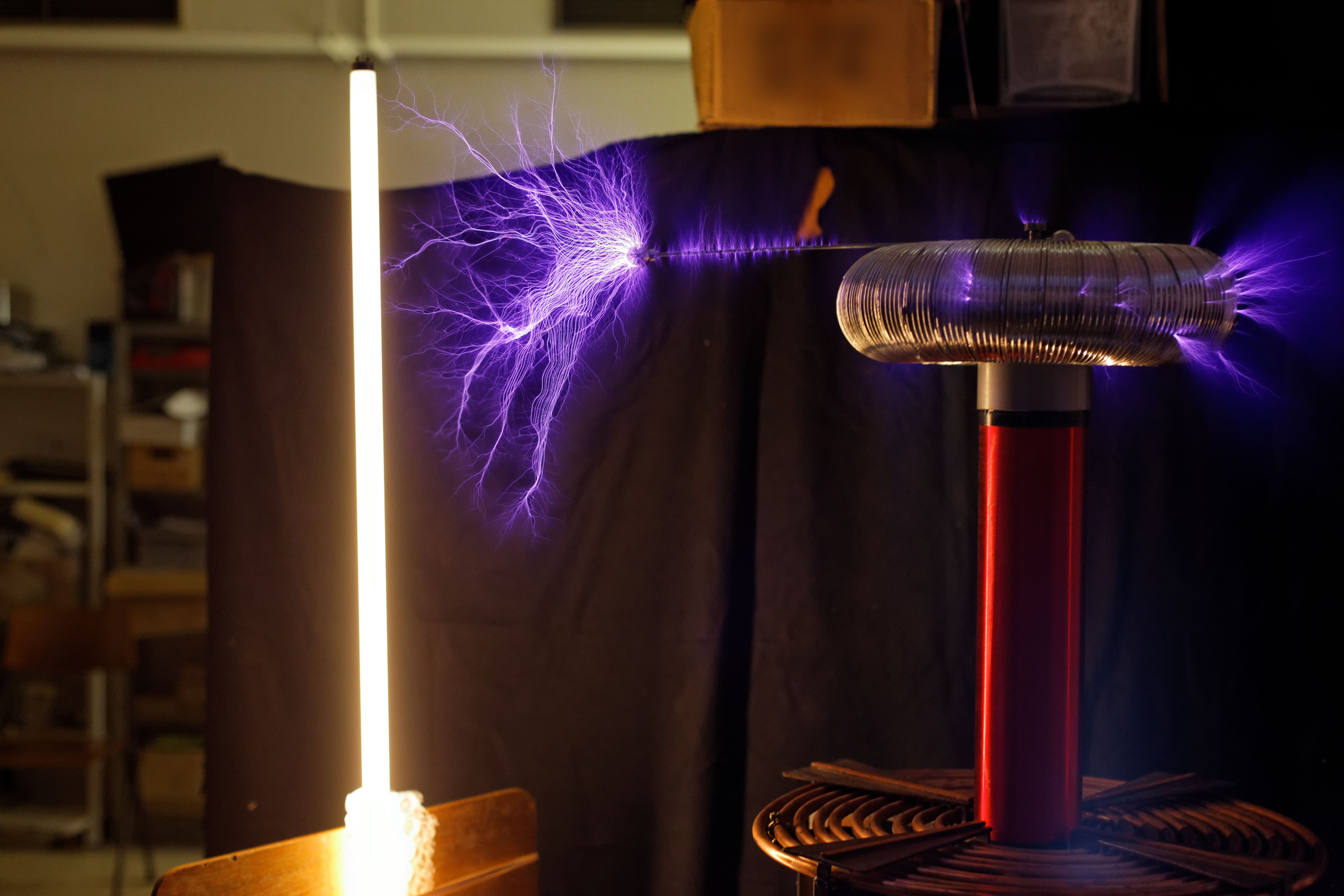
Коронний розряд навколо котушки Тесла. Свічення люмінесцентної лампи, як індикатора електромагнітного поля, напруга невідома.

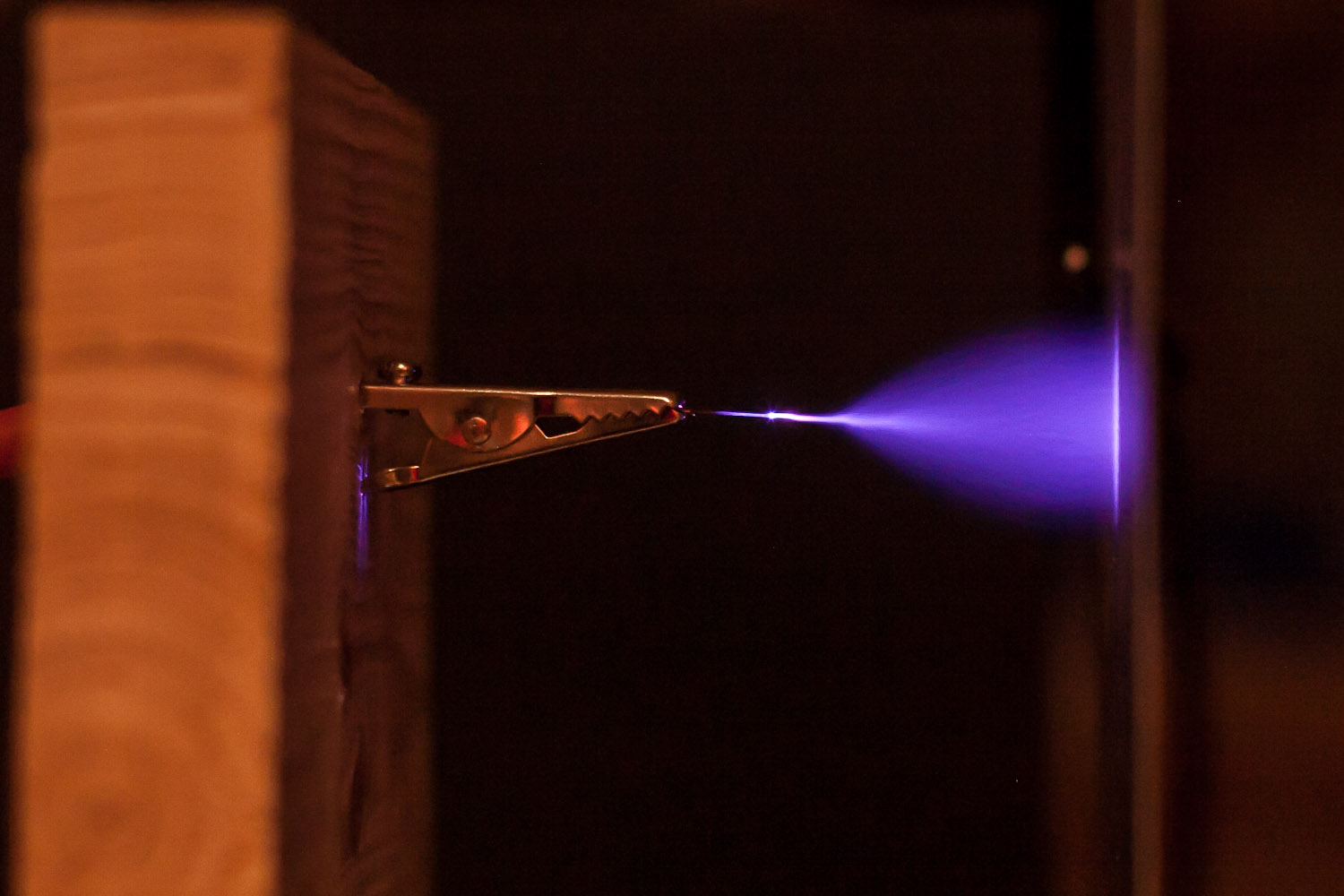
Коронний розряд між листком фольги та голкою, 25 кВ

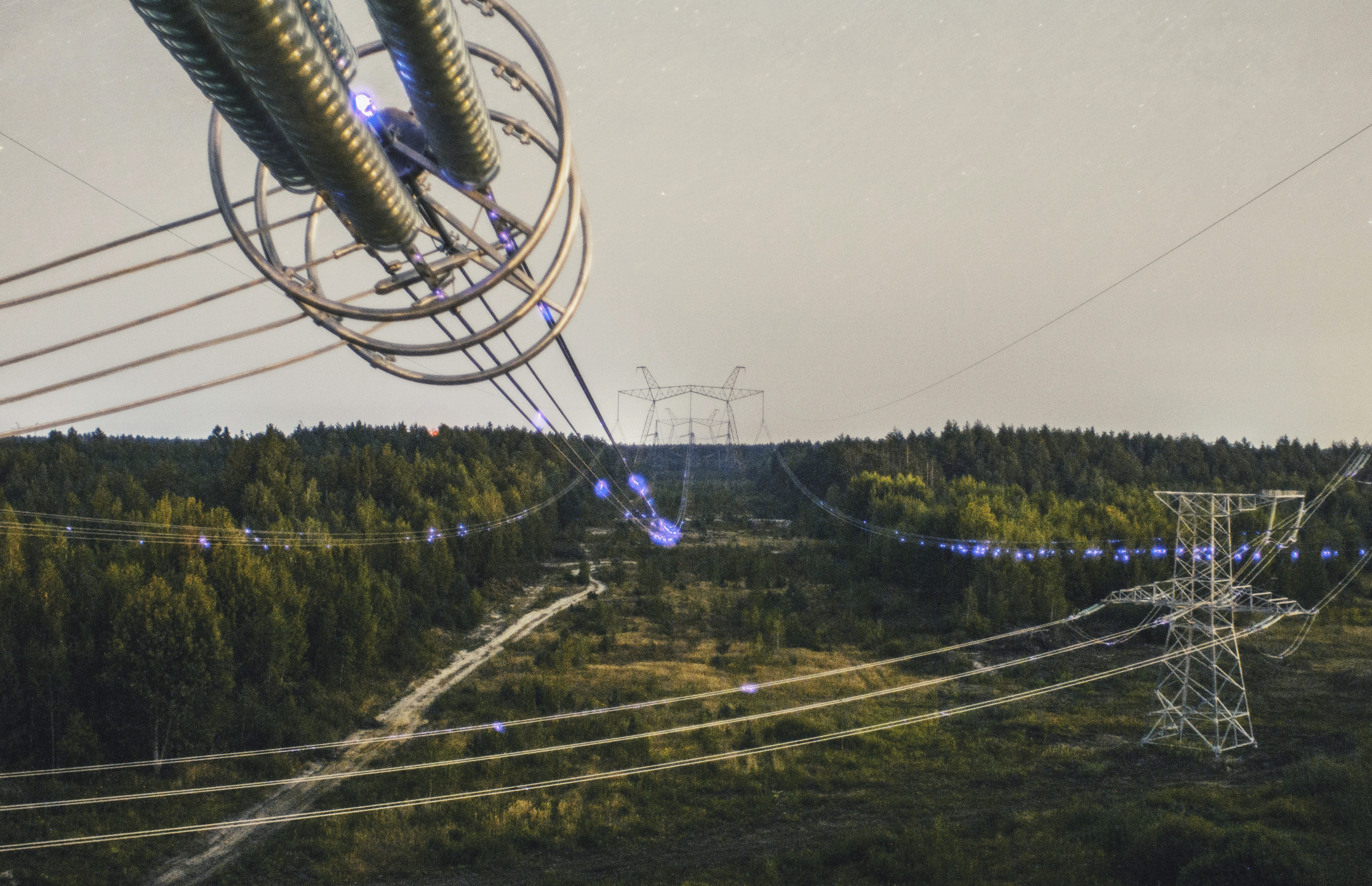
Коронні розряди на фазах ПЛ 750 кВ в зоні взаємодії з ПЛ 330 кВ, що проходить знизу.

Коро́нний розря́д — тип газового розряду, що виникає в сильних неоднорідних електричних полях навколо електродів із великою кривиною в газах із доволі високою густиною.
Коронний розряд проявляється візуально у вигляді світіння навколо гострих кутів електрода. Напруженість електричного поля, необхідна для виникнення коронного розряду, повинна перевищувати 3×104 В/см. Сильне неоднорідне поле має виникнути навколо лише одного електрода, інший може бути віддаленим, його роль можуть виконувати будь-які заземлені предмети.
Якщо коронний розряд виникає навколо негативного електрода, то корона називається «негативною», якщо навколо позитивного електрода — позитивною. Механізми виникнення позитивної й негативної корони різні.

## Механізм виникнення негативної корони
При виникненні негативної корони, позитивно заряджені йони, що утворюються внаслідок виникнення електронних лавин, прискорюються в сильному електричному полі поблизу катода й при зіткненні вибивають із нього електрони за механізмом вторинної електронної емісії. Вибиті електрони створюють нові лавини. Утворення лавин обривається на певному віддаленні від електрода, оскільки електричне поле там слабше, й електрони не встигають набрати між зіткненнями енергії, достатньої для іонізації нейтральних молекул газу.
За межами області світіння електрони можуть приєднатися до нейтральних молекул газу, утворюючи негативно заряджені йони, які переносять струм до іншого електрода.

## Механізм виникнення позитивної корони
Позитивна корона виникає в тому випадку, коли загостреним електродом є анод. У цьому випадку електронні лавини зароджуються на межі корони й розповсюджуються до неї. Іонізація нейтральних молекул далеко від анода виникає внаслідок поглинання короткохвильового випромінювання збудженого газу в області розряду. Утворені при іонізації позитивні йони відтягуються в напрямку до катода.

## Коронний розряд в атмосфері
Коронні розряди нерідко виникають в природних умовах, як результат дії атмосферної електрики. Явище виникнення корон на верхів'ях дерев, корабельних щоглах тощо, отримало назву вогнів святого Ельма. Коронні розряди утворюються також навколо високовольтних ліній. Йонізуючи повітря навколо провідників, вони приводять до втрат електроенергії.
Коронний розряд використовується в фільтрах, які служать для очищення промислових газів від частинок пилу й диму.
Поблизу провідника з великою кривиною поверхні (наприклад, вістря) спостерігається високовольтний електричний розряд. Тиск при цьому досить високий, а поле поблизу провідника — неоднорідне. Коли напруженість поля поблизу вістря сягає 30 кВ/см, то навколо нього виникає свічення у вигляді корони, що й дало назву розрядові — коронний.
Корона може бути позитивною та негативною. Це залежить від знака електрода, на якому виникає розряд (коронізуючого електрода). Знак корони визначає спосіб утворення електронів, що викликають іонізацію молекул газу. Так, у випадку негативної корони електрони вибиваються з катода під дією позитивних іонів. Якщо корона позитивна, то газ іонізується аніонами, а сама іонізація відбувається поблизу анода.
Напруженість поля при коронному розряді досить висока (близько 3×106 В/м), тому іонізація відбувається при атмосферних тисках. З віддаленням від поверхні провідника напруженість швидко зменшується. Тому іонізація і пов'язане з нею свічення газу спостерігається в обмеженій ділянці простору.
Під час грози хмари, заряджені певним чином, здатні індукувати під собою електричні заряди протилежного знака. Дуже великий заряд накопичується біля поверхонь високого ступеня кривини, особливо на вістрях. Тому перед грозою і під час неї на гострих вершинах високо піднятих предметів можна спостерігати конуси світла, схожі на пензлики. У давнину це явище одержало назву вогнів святого Ельма. Часто свідками цього явища стають альпіністи, коли навіть неметалічні предмети й кінчики волосся на голові прикрашаються маленькими пензликами.

## Електроенергетика
Коронний розряд є небажаним явищем у електроенергетиці. На «коронування» елементів лінії електропередач та дротів, елементів кріплення випадає велика кількість втрат при передаванні електроенергії. Коронний розряд, що виникає навколо дротів високовольтних ліній, може призводити до виникнення витоків струму, провокувати пробій ізоляції кабельних ліній, пробій та ушкодження ізоляторів. На лініях високих та надвисоких напруг приділяється велика увага задля зменшення втрат при транспортуванні електроенергії. Принципи запобігання «коронуванню» полягають у вирівнювання поверхні арматури або дротів які знаходяться під напругою задля уникнення точкових виступів, так яку найбільш виступаючих точках створюються найбільша напруженість електромагнітного поля та провокується утворення розряду.
- Товста заокруглена поверхня дротів — по можливості, дроти високовольтних ліній роблять більш товстими — це не тільки дозволяє передати більшу потужність з точки зору поперечного перерізу провідника, але й дозволяє зменшити ефект корони.
- Розщеплення проводів ЛЕП на кілька складових прокладання їх пучками по два три чотири або навіть 5 і 6 окремих дротів в межах однієї фази — внутрішня поверхня дротів обернена всередину пучка не коронує в оточуюче повітря. Розщеплення застосовується, залежно від номінальної напруги лінії.
- Полевирівнюючі кільця — троїдальні елементи біля місця прикріплення дротів під напругою, зменшують кількість виступаючих гострих елементів з яких потенційно Можуть утворюватися коронні розряди.[1]
- «Системний» спосіб зменшення втрат потужності на корону полягає в тому, що залежно від вологості та температури повітря, диспетчер зменшує напругу в лінії до певної величини.

Додатково з цим, задаються найменші допустимі перерізи дротів стосовно корони:
- 110 кВ — 70 мм² (зараз рекомендується використовувати переріз 95 мм²)
- 150 кВ — 120 мм²
- 220 кВ — 240 мм²

## Промисловість
Коронний розряд широко застосовується при очищенні промислових газів від домішок. Агрегати, що використовуються для цього, називаються електрофільтрами. Принцип їхньої дії такий. Рухаючись вгору в циліндрі, по осі якого розташовується коронуючий дріт, домішки газу, що очищається, збільшуються. На них осідають іони зовнішньої частини корони, які притягають частинки домішок до зовнішнього некоронуючого електрода. У результаті цього домішки осаджуються, а газ очищається.

## Негативні явища
Крім того, переривчастий коронний розряд викликає радіоперешкоди та шумове забруднення.